# 大屋村 (石川県)
大屋村（おおやむら）は、石川県鳳至郡に存在した村である。

## 地理

### 隣接していた市町村
- 町
  - 輪島町
- 村
  - 河原田村、浦上村、本郷村、西保村、三井村

## 歴史

### 沿革
- 1889年（明治22年）4月1日 町村制の施行により、鳳至郡鵜入村、光浦村、蕨野村、堀村、釜屋内村、水守村、中段村、小伊勢村、稲屋村、山本村、長井村、房田村、二ッ屋村及び宅田村を廃し、その区域をもって鳳至郡大屋村を設置する。
- 1908年（明治41年）4月1日 鳳至郡大屋村及び鳳至谷村を廃し、その区域をもって鳳至郡大屋村を設置する。
- 1954年（昭和29年）3月31日 鳳至郡輪島町、大屋村、河原田村、鵠巣村、西保村、三井村及び南志見村を廃し、その区域をもって輪島市が設置する。大屋村の21大字は町を称して輪島市に継承。（合併の際に字掘の区域の一部を新橋通に設定する。又、字蕨野の名称を美谷町に変更する。）

## 行政

### 村長
| 代 | 人                        | 氏名     | 就任                      | 退任                     | 備考 |
| -- | ------------------------- | -------- | ------------------------- | ------------------------ | ---- |
|    |                           | 中崎定雄 | 1947年（昭和22年）4月5日  | 1951年（昭和26年）4月4日 |      |
|    | 1951年（昭和26年）4月23日 | 中崎定雄 | 1954年（昭和29年）3月30日 |                          |      |